# Paraleprodera triangularis
Paraleprodera triangularis es una especie de escarabajo longicornio del género Paraleprodera, tribu Monochamini, familia Cerambycidae. Fue descrita científicamente por Thomson en 1865.
Se distribuye por China, India, Tailandia y Vietnam. Mide 17-33 milímetros de longitud.